# 查拉亞韋北站
查拉亞韋北"弗朗西斯科·德·米蘭達"站（西班牙語：Estación Charallave Norte "Generalísimo Francisco de Miranda"）是位於委內瑞拉查拉亞韋的鐵路車站。車站於2006年10月15日正式啟用，並以委內瑞拉獨立的英雄和先驅弗朗西斯科·德·米蘭達將軍的名字命名。